# Al-Fujairah SC
Al-Fujairah SC is een professionele voetbalclub uit de stad Fujairah in het gelijknamige Fujairah emiraat (Verenigde Arabische Emiraten). De club werd opgericht in 1968 en speelt anno 2019 in de UAE Arabian Gulf League.

## Erelijst
VAE Eerste Divisie : 1986, 1990, 2006

## Bekende (oud-)spelers
- Aboubacar Kone